# Gradec, Zagreb

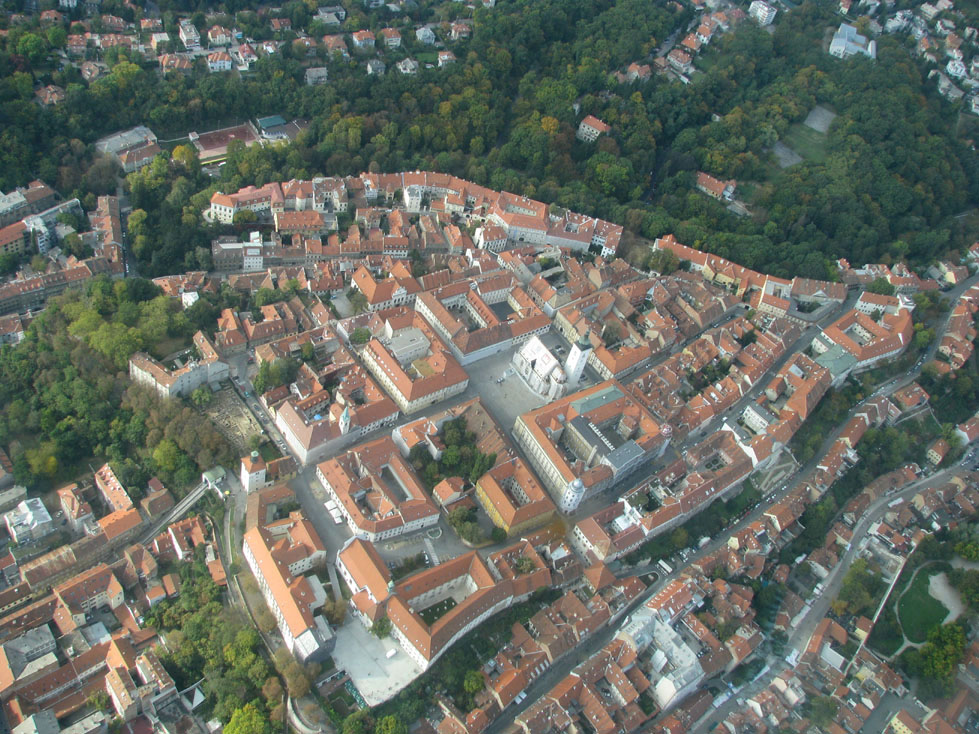
Gradec sett från luften.

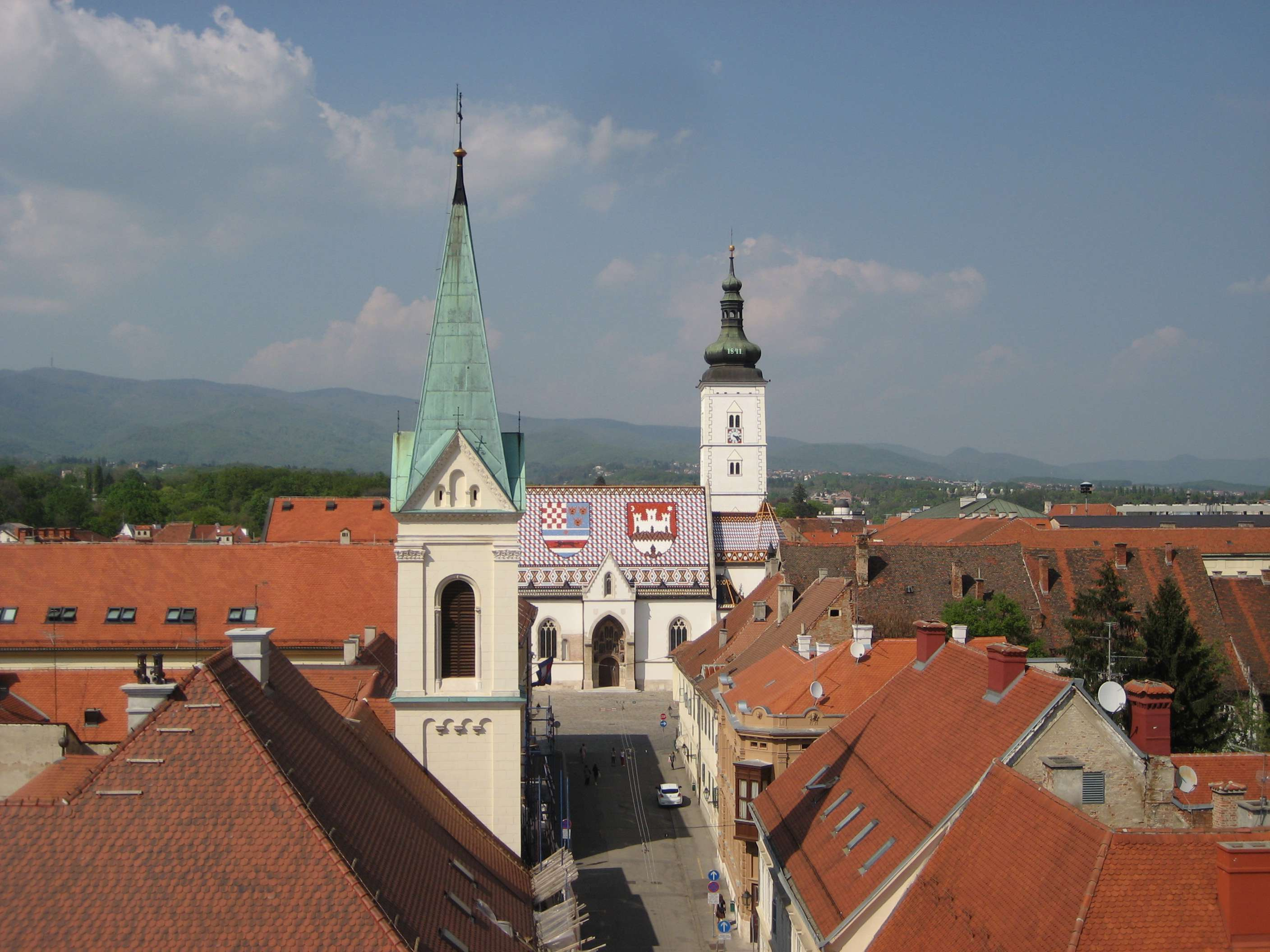
Vy från Lotrščaktornet.

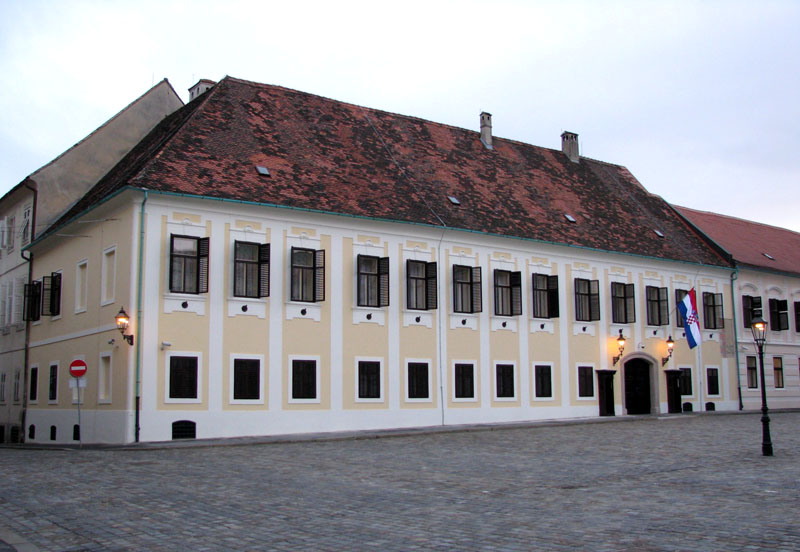
Banpalatset är säte för Kroatiens regering.

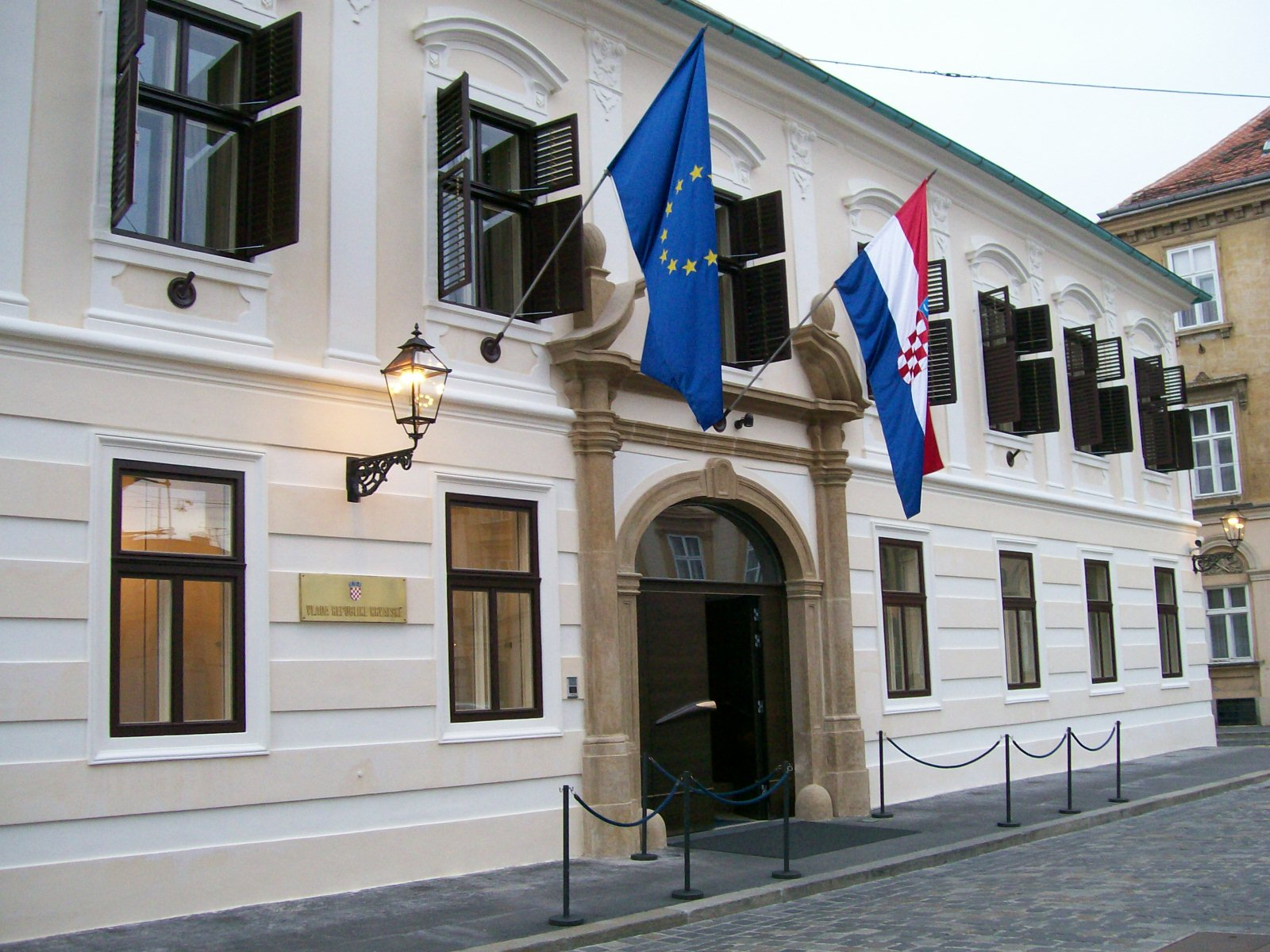
Entrén till den byggnad som är sammanbyggd med Banpalatset och som brukas av regeringen.

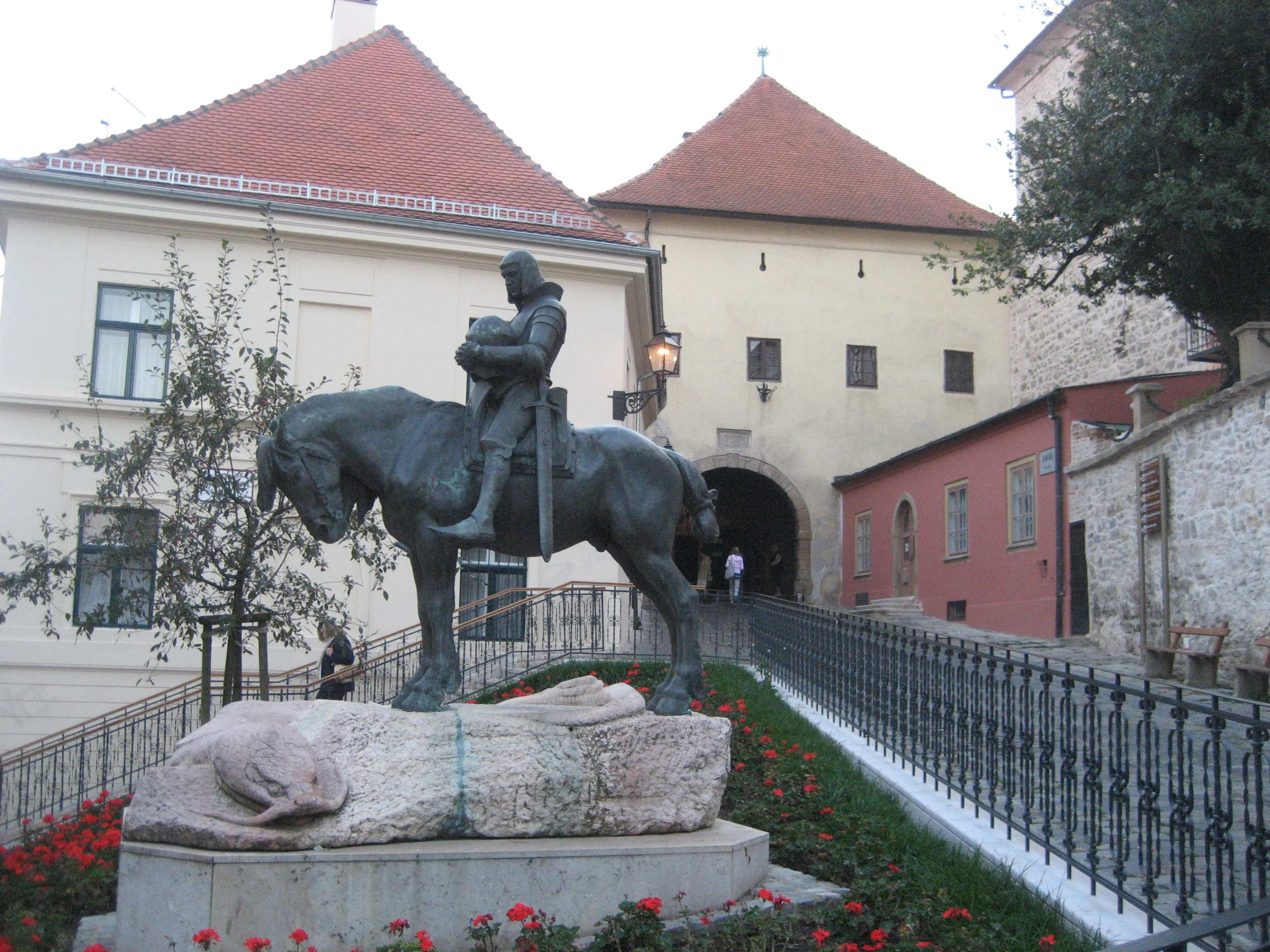
Skulpturen Sankt Göran. I bakgrunden Stenporten.

Gradec eller Grič är en historisk stadsdel i Zagreb i Kroatien. Tillsammans med Kaptol utgör Gradec Zagrebs historiska stadskärna som kallas för Övre staden (Gornji grad) och som ligger på en höjd i de centrala delarna av den kroatiska huvudstaden. Under medeltiden, innan staden genom befolkningstillväxt kom att expandera utanför stadsmurarna, var Gradec en separat stad med ringmur, torn och vallgravar. Flera av byggnaderna i staden har anknytning till den verkställande makten. Idag är Gradec en delvis bilfri zon och turistattraktion som från stadens centrum nås till fots eller via Zagrebs bergbana.
Administrativt hör Gradec idag till stadsdelen Gornji grad-Medveščak.  

## Historia
Den 16 november 1242 utfärdade den kroatisk-ungerske kungen Béla IV en gyllene bulla som utsåg staden Gradec till en kunglig fristad, direkt underställd kungen. Detta viktiga dokument gav invånarna ekonomiska och administrativa förmåner. Bland annat gav det dem rätten att sköta sina egna inre angelägenheter samt utse en egen stadsdomare (gradski sudac) som uppfyllde rollen som borgmästare. Under 1500-talet blev Gradec säte för den kroatiska riksdagen och banen. Det var även här som den kroatiska adeln samlades för att fatta viktiga beslut rörande administrationen av Kroatien.

## Arkitektur
För att förhindra en invasion från tatarerna slutfördes ett försvarssystem åren 1242–1261. Försvarsmurarna från 1300-talet formade stadens skepnad som till stora delar har bevarats tills dagens datum. De defensiva murarna omslöt staden i formen av en triangel där det högsta tornet kom att kallas Prästtornet (Popov toranj). Tidigare fanns fyra portar, en i varje väderstreck, som ledde in i staden. Idag är bara den östra Stenporten (Kamenita vrata) bevarad. 
De kanske intressantaste byggnaderna återfinns vid Sankt Markustorget. Här ligger bland annat Sankt Markuskyrkan från 1200-talet som är byggd i romansk och gotisk stil. Närliggande Sankt Markus pastorsexpedition ligger i en byggnad från 1500-talet. Banpalatset (Banski dvori) och den intilliggande barockbyggnaden har varit säte för den verkställande makten i Kroatien sedan 1800-talet. På torget östra sida finns Parlamentspalatset. Dess utseende i nyklassicistisk stil som härrör från ombyggnationen 1907–1911 då flera barockbyggnader från 1600- och 1700-talet sammanfördes till ett nytt riksdagshus.  

## Sevärdheter
I Gradec finns flera historiska byggnader och museer.  

### Kyrkor
- Sankt Markus kyrka
- Sankta Katarinas kyrka
- Sankt Kyrillos och Methodios kyrka

### Palats och andra byggnader
- Parlamentspalatset
- Banpalatset
- Gamla stadshuset
- Dvercepalatset
- Folkets hus
- Författningsdomstolen
- Stenporten
- Lotrščaktornet
- Prästtornet

### Museer och gallerier
- Ateljé Meštrović
- Brustna relationers museum
- Klovićpalatset
- Kroatiska historiska museet
- Kroatiska museet för naiv konst
- Kroatiska naturhistoriska museet
- Zagrebs stadsmuseum

### Torg
- Sankt Markus torg

### Kultur
Varje lördag och söndag från april till oktober utför Kravattregementet sitt program i Gradec som kulminerar med ett vaktbyte klockan 12 på Sankt Markus torg.
Sedan den 1 januari 1877 avfyras en kanonsalut varje dag vid klockan tolv från Grič-kanonen i Lotrščaktornet.  

### Offentlig konst
Sankt Göran-skulpturen vid Kroatiska draken-brödernas torg (Trg Braće hrvatskog zmaja) är ett verk av de österrikiska skulptörerna A. Kompatscher och A. Winder. Den skapades under 1800-talet och var ursprungligen en gåva till familjen Mažuranić som hade den i sin privata trädgård i Zagreb. För den breda allmänheten var skulpturens existens okänd fram till 1994 då den på initiativ av kroatiska drakens brödraskap ställdes vid Stenporten. Skulpturen föreställer Sankt Göran och draken men skiljer sig från många liknande skulpturer då Sankt Göran här är avbildad efter att han dräpt draken.